# توماسو برتی
توماسو برتی (انگلیسی: Tommaso Berti) بازیکن فوتبال اهل ایتالیا است که برای باشگاه فیورنتینا بازی می‌کند.